# Беріктас (Кордайський район)
Берікта́с (каз. Беріктас) — село у складі Кордайського району Жамбильської області Казахстану. Входить до складу Какпатаського сільського округу.
У радянські часи село називалося Курдай.
Населення — 1515 осіб (2021; 1208 у 2009, 1277 у 1999, 1627 у 1989).